# Esqui alpino nos Jogos Olímpicos de Inverno de 2006 - Downhill masculino
A competição de downhill masculino nos Jogos Olímpicos de Inverno de 2006.

## Medalhistas
| Ouro   | FRA Antoine Dénériaz   |
| Prata  | AUT Michael Walchhofer |
| Bronze | SUI Bruno Kernen       |

## Resultados
| #    | Esquiadora                   | Tempo   | Diferença |
| ---- | ---------------------------- | ------- | --------- |
|      | FRA Antoine Dénériaz         | 1:48.80 | 0.00      |
|      | AUT Michael Walchhofer       | 1:49.52 | +0.72     |
|      | SUI Bruno Kernen             | 1:49.82 | +1.02     |
| 4    | NOR Kjetil André Aamodt      | 1:49.88 | +1.08     |
| 5    | USA Bode Miller              | 1:49.93 | +1.13     |
| 6    | AUT Hermann Maier            | 1:50.00 | +1.20     |
| 7    | LIE Marco Büchel             | 1:50.04 | +1.24     |
| 8    | AUT Fritz Strobl             | 1:50.12 | +1.32     |
| 9    | ITA Patrick Staudacher       | 1:50.29 | +1.49     |
| 10   | USA Daron Rahlves            | 1:50.33 | +1.53     |
| 11   | FRA Pierre-Emmanuel Dalcin   | 1:50.35 | +1.55     |
| 12   | SUI Tobias Grünenfelder      | 1:50.44 | +1.64     |
| 13   | CAN Manuel Osborne-Paradis   | 1:50.45 | +1.65     |
| 14   | NOR Lasse Kjus               | 1:50.64 | +1.84     |
| 15   | USA Scott Macartney          | 1:50.68 | +1.88     |
| 16   | CAN François Bourque         | 1:50.70 | +1.90     |
| 17   | SUI Ambrosi Hoffmann         | 1:50.72 | +1.92     |
| 18   | ITA Kurt Sulzenbacher        | 1:50.84 | +2.04     |
| 19 = | USA Steve Nyman              | 1:50.88 | +2.08     |
| 19 = | ITA Peter Fill               | 1:50.88 | +2.08     |
| 21   | NOR Aksel Lund Svindal       | 1:50.90 | +2.10     |
| 22   | AUT Klaus Kröll              | 1:50.91 | +2.11     |
| 23   | ITA Kristian Ghedina         | 1:50.98 | +2.18     |
| 24   | FRA Yannick Bertrand         | 1:51.37 | +2.57     |
| 25   | GBR Finlay Mickel            | 1:51.48 | +2.68     |
| 26   | SUI Didier Défago            | 1:51.51 | +2.71     |
| 27   | CAN John Kucera              | 1:51.55 | +2.75     |
| 28   | SLO Andrej Jerman            | 1:51.70 | +2.90     |
| 29   | NOR Bjarne Solbakken         | 1:51.72 | +2.92     |
| 30   | RUS Pavel Chestakov          | 1:51.93 | +3.13     |
| 31   | SLO Andrej Šporn             | 1:52.17 | +3.37     |
| 32   | AUS Craig Branch             | 1:52.55 | +3.75     |
| 33   | SWE Patrik Järbyn            | 1:52.87 | +4.07     |
| 34   | CZE Petr Záhrobský           | 1:52.90 | +4.10     |
| 35   | LIE Claudio Sprecher         | 1:53.34 | +4.54     |
| 36   | CZE Bořek Zakouřil           | 1:54.07 | +5.27     |
| 37   | GBR Roger Cruickshank        | 1:54.65 | +5.85     |
| 38   | RUS Alexandr Horoshilov      | 1:54.70 | +5.90     |
| 39   | AND Alex Antor               | 1:55.01 | +6.21     |
| 40   | RUS Konstantin Sats          | 1:55.03 | +6.23     |
| 41   | CHI Mikael Gayme             | 1:55.73 | +6.93     |
| 42   | CHI Maui Gayme               | 1:56.10 | +7.30     |
| 43   | BRA Nikolai Hentsch          | 1:56.58 | +7.78     |
| 44   | POL Michał Kałwa             | 1:56.81 | +8.01     |
| 45   | SVK Jaroslav Babušiak        | 1:57.45 | +8.65     |
| 46   | LAT Renārs Doršs             | 1:57.54 | +8.74     |
| 47   | UKR Nikolay Skriabin         | 1:57.56 | +8.76     |
| 48   | ISL Sindri M. Pálsson        | 1:57.69 | +8.89     |
| 49   | CHI Jorge Mandrú             | 1:58.77 | +9.97     |
| 50   | AND Roger Vidosa             | 1:59.24 | +10.44    |
| 51   | TJK Andrei Drygin            | 1:59.41 | +10.61    |
| 52   | RSA Alexander Heath          | 1:59.79 | +10.99    |
| 53   | ROM Florentin-Daniel Nicolae | 2:00.93 | +12.13    |
|      | CZE Ondřej Bank              | DNF     |           |
|      | SVK Ivan Heimschild          | DNF     |           |

Legenda
| Recorde mundial      | Recorde mundial (World record)               |                       | Recorde africano                      | Recorde africano (African) |                                           | Q | Classificado por posição (Qualified) |
| Recorde olímpico     | Recorde olímpico (Olympic record)            | Recorde da América    | Recorde da América (Americas)         | q                          | Classificado por melhor tempo (Qualified) |   |                                      |
| Melhor marca do ano  | Melhor marca do ano (World leading)          | Recorde asiático      | Recorde asiático (Asian)              | DNS                        | Não largou (Did not start)                |   |                                      |
| Recorde nacional     | Recorde nacional (National record)           | Recorde europeu       | Recorde europeu (European)            | DNF                        | Não terminou (Did not finish)             |   |                                      |
| Recorde pessoal      | Recorde pessoal do atleta (Personal best)    | Recorde da Oceania    | Recorde da Oceania (Oceania)          | DSQ / DQ                   | Desclassificado (Disqualified)            |   |                                      |
| Recorde da temporada | Recorde da temporada do atleta (Season best) | Recorde sul-americano | Recorde sul-americano (South America) | NM                         | Sem marca (No mark)                       |   |                                      |